# Seymour, Victoria
Seymour är en ort i Australien. Den ligger i kommunen Mitchell och delstaten Victoria, omkring 89 kilometer norr om delstatshuvudstaden Melbourne. Seymour ligger 148 meter över havet och antalet invånare var 6 327 vid folkräkningen 2016.
Runt Seymour är det mycket glesbefolkat, med 6 invånare per kvadratkilometer.. Seymour är det största samhället i trakten. 
Trakten runt Seymour består till största delen av jordbruksmark. Genomsnittlig årsnederbörd är 1 167 millimeter. Den regnigaste månaden är juli, med i genomsnitt 136 mm nederbörd, och den torraste är januari, med 46 mm nederbörd.